# Kuruova/Koroveia
Kuruova (griechisch Κορόβεια Koroveia) ist ein Dorf auf der Karpas-Halbinsel im Norden der Mittelmeerinsel Zypern und liegt im Distrikt İskele der Türkischen Republik Nordzypern. Der Ort hatte 2011 132 Einwohner.

## Geographie
Kuruova liegt auf der Karpas-Halbinsel, auf der Straße nach Kaleburnu/Galinoporni. Das Dorf liegt nordöstlich von Avtepe/Ayios Symeon und südöstlich von Agia Trias/Sipahi.

## Geschichte und Bevölkerung
Während der osmanischen Zeit (1570/71–1878) wurden Zählungen der Bevölkerung zum Zweck der Steuererhebung durchgeführt. Daher zählte man nur die (männlichen) Haushaltsvorstände. In Kuruova waren dies 1831 genau 65 Männer, von denen alle Türken waren. 
Nachdem die Briten 1878 die Herrschaft übernommen hatten, ergab 1891 deren erster Zensus 136 türkische Einwohner. Diese Zahl stieg jedoch binnen zehn Jahren auf 273 an. In den folgenden Zählungen schwankte die Einwohnerzahl zwischen 291 (1911) und 213 (1921), wobei sie 1931 bei 211 lag. Immerhin zählte das Dorf zu dieser Zeit 19 Griechen. Während deren Anteil bis 1946 auf zwei zurückging, stieg die Zahl der türkischen Dorfbewohner auf 261, 1960 gar auf 280. Seither leben keine Griechen mehr im Ort. 
1964, zur Zeit der Türkischen Verwaltung Zyperns, war Kuruova administrativ Teil der Enklave Mehmetçik und nahm Flüchtlinge aus anderen Dörfern auf. Aus dem Ort floh während der Unruhen niemand. Laut Richard Patrick lebten im Jahre 1971 keine Flüchtlinge mehr im Dorf.
Im Jahre 1973 zählte man 300 türkische Bewohner, 1978 waren es nur noch 140. Diese Bevölkerungsentwicklung liegt an der geographischen Entfernung des Dorfes zu den größeren Orten. Viele Jugendliche migrierten in die Städte oder wanderten aus. 2006 lebten 145 Türken im Dorf, 2011 waren es 132.